# 이원택
이원택(李源澤, 1968년 12월 19일~)은 대한민국의 제21·22대 국회의원이다. 문재인 정부의 청와대 자치발전비서관실 행정관과 송하진 전라북도지사의 전라북도 정무부지사를 지냈다.

## 학력
- 치문국민학교 졸업
- 이리중학교 졸업
- 남성고등학교 졸업
- 전북대학교 공과대학 화학공학 학사

## 경력
- 2002년: 시민행동21 사무처장
- 2005년: 열린우리당 전라북도당 청년2국장
- 2006년 7월~2008년 12월: 전라북도 전주시의회 의원(민선 4기, 전북 전주시 라 선거구, 열린우리당→대통합민주신당→통합민주당→민주당, 초선)
  - 전라북도 전주시의회 운영위원회 위원
  - 전라북도 전주시의회 사회복지위원회 부위원장
- 2008년 12월~2013년 11월: 송하진 전라북도 전주시장 비서실장
- 2014년 7월~2015년 12월: 송하진 전라북도지사 비서실장
- 2016년 1월~2017년 8월: 전라북도청 대외협력국장
- 2017년 8월~2018년 7월: 대통령비서실 균형발전비서관실 행정관
- 2018년 7월~2019년 2월: 대통령비서실 자치발전비서관실 행정관
- 2019년 2월~2019년 9월: 전라북도 정무부지사
- 2019년 10월~2020년 9월: 더불어민주당 전라북도당 정책위원장
- 2019년 11월~2020년 9월: 대통령직속 국가균형발전위원회 전략기획위원
- 2019년 12월: 민주연구원 자문위원
- 2020년: 더불어민주당 부대변인
- 2020년 4월 15일: 대한민국 제21대 국회의원 선거 당선(전북 김제시·부안군, 더불어민주당, 초선)
- 2020년 5월~2024년 5월: 더불어민주당 전북특별자치도당 김제시·부안군 지역위원회 위원장
- 2020년 9월~2021년 4월: 더불어민주당 원내부대표
- 2020년 10월~2024년 9월: 더불어민주당 전국농어민위원회 위원장
- 2021년 1월~: 더불어민주당 중앙당 선거관리위원회 위원
- 2022년 10월~2024년 8월: 더불어민주당 정책위원회 상임부의장
- 2024년 4월 10일: 대한민국 제22대 국회의원 선거 당선(전북 군산시·김제시·부안군 을, 더불어민주당, 재선)
- 2024년 5월~: 더불어민주당 전북특별자치도당 군산시·김제시·부안군 을 지역위원회 위원장
- 2024년 7월~: 더불어민주당 정책위원회 농해수 정책조정위원장
- 2024년 8월~: 더불어민주당 전북특별자치도당 위원장

### 의정 활동
- 2020년 5월 30일~2024년 5월 29일: 제21대 국회의원(전북 김제시·부안군, 더불어민주당, 초선)
  - 2020년 6월~2022년 5월: 제21대 국회 전반기 농림축산식품해양수산위원회 위원
  - 2020년 6월~2022년 5월: 제21대 국회 전반기 여성가족위원회 위원
  - 2020년 7월~2024년 5월: 서민금융활성화 및 소상공인포럼 구성의원
  - 2020년 9월~2020년 10월: 제21대 국회 전반기 운영위원회 위원
  - 2021년 7월~2022년 5월: 제21대 국회 전반기 예산결산특별위원회 위원
  - 2022년 7월~2024년 5월: 제21대 국회 후반기 농림축산식품해양수산위원회 위원
  - 2022년 7월~2023년 10월: 제21대 국회 후반기 여성가족위원회 위원
  - 2023년 2월~2024년 5월: 제21대 국회 인구위기 특별위원회 위원
  - 2023년 6월~2024년 5월: 제21대 국회 후반기 예산결산특별위원회 위원
  - 2023년 10월~2024년 5월: 제21대 국회 정치개혁 특별위원회 위원
- 2024년 5월 30일~: 제22대 국회의원(전북 군산시·김제시·부안군 을, 더불어민주당, 재선)
  - 2024년 6월~: 제22대 국회 전반기 농림축산식품해양수산위원회 간사
  - 2025년 4월~: 제22대 국회 산불피해지원대책 특별위원회 위원

## 역대 선거 결과
|  | 34.55% |

|  | 29.50% |

|  | 66.67% |

|  | 86.63% |

## 소속 정당
| 소속 정당 | 소속 정당      | 소속 기간 | 비고      |
| --------- | -------------- | --------- | --------- |
|           | 무소속         | 2002~2005 | 정계 입문 |
|           | 열린우리당     | 2005~2007 | 입당      |
|           | 대통합민주신당 | 2007~2008 | 합당      |
|           | 통합민주당     | 2008      | 합당      |
|           | 민주당         | 2008~2011 | 당명 변경 |
|           | 민주통합당     | 2011~2013 | 합당      |
|           | 민주당         | 2013~2014 | 당명 변경 |
|           | 새정치민주연합 | 2014~2015 | 합당      |
|           | 더불어민주당   | 2015~현재 | 당명 변경 |

## 같이 보기
- 군산시·김제시·부안군 을
- 군산시의 국회의원
- 김제시·부안군
- 김제시의 국회의원
- 부안군의 국회의원
- 전북특별자치도 부지사